# O moarte care nu dovedește nimic
O moarte care nu dovedește nimic este un roman dinamic scris de Anton Holban. A fost publicat pentru prima dată în 1931 de Editura Cugetarea.

## Istoria publicării
- Anton Holban, O moarte care nu dovedește nimic, Editura Cugetarea, București 1931. Ilustrații de Tache Soroceanu.[1]
- Anton Holban, O moarte care nu dovedește nimic, Editura Librăriei „Universala” Alcalay & Co., Biblioteca pentru toți, No. 1498-1499, București, [1937].[2]
- Anton Holban, O moarte care nu dovedește nimic, Editura Minerva, București 1972. Ediție îngrijită de Elena Beram.[3]
- Anton Holban, O moarte care nu dovedește nimic, Jocurile Daniei, Editura Minerva, Colecția Arcade, București 1987.[4]
- Anton Holban, O moarte care nu dovedește nimic, Editura Minerva, Biblioteca pentru toți, nr. 1380, București 1992.
- Anton Holban, O moarte care nu dovedește nimic, Editura Minerva, Biblioteca pentru toți, nr. 1606, București 2007. ISBN 978-973-21-0852-9[4]
- Anton Holban, O moarte care nu dovedește nimic, Editura ERC PRESS, 2009. ISBN 978-973-157-629-9[5]
- Anton Holban, O moarte care nu dovedește nimic. Ioana, Editura MondoRo, Colecția Romanul de dragoste, 2012. ISBN 978-606-8395-02-9[6][7]
- Anton Holban, O moarte care nu dovedește nimic, Editura Hoffman, Colecția Hoffman esențial 20. 2017. ISBN 978-606-778-394-0[8][9]

## Vezi și
- 1931 în literatură